# Хлапешти (Њамц)
Хлапешти (рум. Hlăpești) насеље је у Румунији у округу Њамц у општини Драгомирешти. Oпштина се налази на надморској висини од 302 m.

## Становништво
Према подацима из 2002. године у насељу је живело 949 становника, од којих су сви румунске националности.